# 이긍희
이긍희(李兢熙, 1946년 7월 27일 ~ )는 대한민국의 언론인, 기업인, 사회기관단체인, 화가이다. 경상남도 밀양 출신으로 1970년 문화방송에 프로듀서로 입사했고, 2003년부터 2005년까지 문화방송 사장을 역임했다.

## 학력
- 경남중학교
- 경남고등학교
- 서울대학교 국어국문학 학사
- 중앙대학교 신문방송대학원 석사

## 경력
- 1970년 : 문화방송 프로듀서로 입사
- 1987년 : 문화방송 교양제작국 교양제작2부 부장(부국장대우)
- 1992년 ~ 1993년 3월 : 문화방송 교양제작국 구성담당 부국장 겸 교양제작2부장
  - 문화방송 교양제작국 구성, 다큐멘터리담당 부국장 겸직
- 1993년 3월 ~ 1996년 : 문화방송 교양제작국 국장
- 1996년 3월 ~ 1996년 8월 : 문화방송 정책기획실 이사
- 1996년 8월 ~ 1997년 3월 : MBC 프로덕션 사장
- 1997년 3월 ~ 1998년 3월 : 문화방송 정책기획실 이사
- 1998년 3월 ~ 1999년 3월 : 문화방송 편성실장 이사
- 1999년 3월 ~ 2001년 3월 : MBC 프로덕션 대표이사 사장
- 2001년 3월 ~ 2002년 2월 : 문화방송 전무이사
- 2002년 2월 ~ 2003년 3월 : 대구문화방송 대표이사 사장
- 2002년 3월 : 한국방송협회 이사
- 2003년 3월 ~ 2005년 2월 : 문화방송 대표이사 사장[1][2]
- 2004년 ~ 2005년 : 제11대 한국방송협회 회장[3]
- 2006년 8월 ~ 2007년 7월 : 경기문화재단 대표이사[4]
- 대한민국오페라대상조직위원회 위원장

## 화가로서의 활동
- 《이긍희 초대전》: 2008년 10월 2일 ~ 8일(샘터갤러리)[5]
- 《이긍희 개인전 ‘가지 않은 길로’》 : 2012년 11월 8일 ~ 24일(샘터갤러리)[6]
- 《이긍희·박재웅 2인전》 : 2013년 7월 ~ 8월 13일(알뮤트 1917)[7]

## 수상 경력
- 2003년 : 제15회 중앙대학교 중앙언론문화상 (방송부문)
- 2004년 : 경남중·고 재경동창회 자랑스런 용마대상

## 논문
- 석사 학위 논문: 《텔레비젼 다큐멘타리 프로그램의 문화, 교육성에 대한 평가연구》(중앙대학교 신문방송대학원 : 방송전공 1987)